# Traíña
Traíña es una voz usada en las Costas de Galicia y con ella por lo general se denota una red grande para pescar. En varios puertos confunden la denominación titulándola cedazo, cerco o cerco real.
También es una forma de llamar en la Costa de Huelva, a los barcos que tradicionalmente utilizan una red grande. Esta forma de llamar a estas embarcaciones está muy extendida por las localidades costeras, como Ayamonte, y proviene de una derivación del nombre en portugués que toman los barcos de cerco en el país vecino : trainhas.
También en la costa malagueña, (Pedregalejo y El Palo) se usaba para la pesca de cerco.
No tiene precisamente número determinado de brazas pero lo que se llama traíña consta de cuatrocientas a quinientas de largo. Se forma de multitud de piezas de red conforme el número de pescadores.
Como cada gremio consta de más o menos individuos, así varían estos artes en sus dimensiones porque en unos parajes tienen por costumbre concurrir cada uno a formarlos con dos piezas de red, en otros con tres o con cuatro.
Además, la traíña en ciertos puertos suele armarse de una extensión enorme y se convierte en cedazo o se llama cerco, según la ría, gremio y la estación en que se pesca. Estas redes vienen a ser una cosa misma prescindiendo de las contratas y particiones con armadores particulares, pues en esta parte son tantas las variedades, como es la multitud de puertos.
Necesita para su servicio un barco trincado (equivalente al galeón de la red llamada Cerco). Para esta pesquera son menester al menos cuatro lanchas.
La traíña, según los varios puertos, por su estilo (lo mismo que el cerco) compite con las almadrabas de vista, cuya pesca imita exactamente con la diferencia de que la una coge sardinas y las otras, Atunes.
En cuanto a los puertos de Galicia, conviene saber que todas las traíñas están armadas con cuerdas de cáñamo, en el concepto de que la del corcho es sencilla y doble la de abajo. Se añade que la cuerda del corcho es una tercera parte más larga, de suerte que si un cope tiene por aquella parte sesenta brazas de cabo, por la de abajo no excede de cuarenta. Con estas proporciones se consigue que la red después de calada y en el hecho de tirar de ella por ambos lados, forme una especie de abolsamiento o seno que casi equivale al saco o copo de otras redes de tiro como la xábega.
Suelen calarse dichos artes dándoles cuarenta y dos cuerdas de cáñamo de mena de a tres pulgadas: lo más largo de cada una, veinte a veinticuatro brazas. 